# Marratxí
Marratxí és un municipi de l'illa de Mallorca que limita amb Palma, Bunyola i Santa Maria del Camí. Amb gairebé 40.000 habitants, Marratxí és un municipi que no correspon amb un nucli de població, ans està format per diferents poblacions que el conformen, principalment: Pòrtol, el Pla de na Tesa, la Cabaneta, el Pont d'Inca i Marratxinet (que és el nucli històric que dona nom al terme). La resta de nuclis de població són urbanitzacions residencials de xalets i cases en filera.

## Etimologia
El topònim de Marratxí apareix documentat per primera vegada al segle xiii sota les formes Marratxí i Baraxino, fent referència a l'alqueria actualment anomenada Son Sales. Coromines aprofita aquesta forma per considerar-lo un derivat mossàrab del llatí barraca. Per la seva banda, Alcover i Moll pensen en el gentilici de la ciutat de Marraqueix, proposta seguida per l'arabista Miquel Barceló. En canvi, Guillem Rosselló Bordoy posa en qüestió aquestes etimologies, i deixa la qüestió a l'aire.

## Geografia
Marratxí és un municipi situat entre Palma (separats pel Torrent Gros) i la comarca del Raiguer i és travessat per la carretera d'Inca, a banda i banda de la qual es troben els seus nuclis de població. Paral·lel a la carretera discorren el tren d'Inca (amb les aturades del Pont d'Inca, el Pont d'Inca Nou, Polígon de Marratxí i els Caülls) i l'autopista i, per la part occidental, també travessa el municipi la carretera de Bunyola (Ma-2031).
Entre els llocs d'interés principals hi ha el polígon de Marratxí (el segon més important de l'illa), el centre d'oci dels Caülls (conegut comercialment com a Festival Park) i l'Aeroport de son Bonet, el primer aeroport civil de l'illa, actualment reservat a l'aviació esportiva.
Marratxí té dos instituts de secundària: l'IES Marratxí, vora l'estació del Polígon de Marratxí, i l'IES Sant Marçal, entre la Cabaneta i Sant Marçal.

## Població
El nucli de població original i històric de Marratxí és Marratxinet, nom sorgit a començament del segle xx i que substituí el nom original de Marratxí. Tot i així, Marratxinet no passà mai de ser un llogaret de menys de cent habitants: al segle xvi perdé la titularitat de la parròquia i al segle xix la de l'ajuntament, i perdé la seva condició de nucli principal al llarg dels segles xviii i xix a favor d'altres nuclis de població més recents.
Els quatre nuclis de població tradicionals de Marratxí, i encara els més poblats, són quatre: la Cabaneta, Pòrtol, el Pont d'Inca i el Pla de na Tesa. El primer se situa al costat de la parròquia històrica de Marratxí, i és el que, de 1864 ençà, acull l'ajuntament. A banda d'aquests quatre, la resta de nuclis són urbanitzacions construïdes a partir de la dècada de 1980.

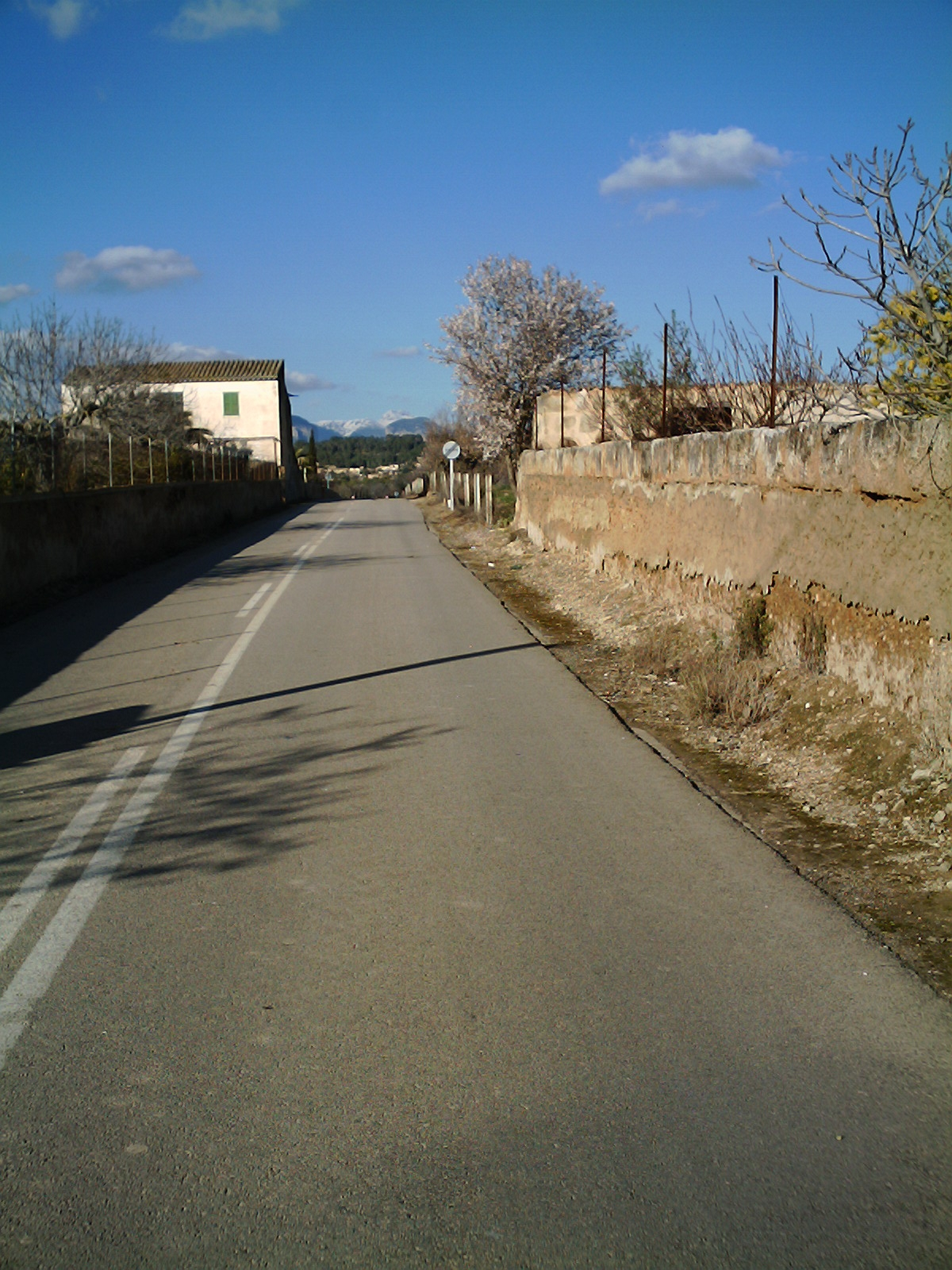
Ametlers florits (2006)

Dades de població (2021):
| Entitat de població                           | Habitants (2014) |
| --------------------------------------------- | ---------------- |
| Sant Marçal i la Vinya de Son Verí            | 1783             |
| Els Caülls                                    | 2085             |
| El Figueral                                   | 1282             |
| Les Trempes, Son Daviu i la Planera           | 640              |
| La Cabaneta                                   | 2.950            |
| La Cabaneta (disseminat)                      | 569              |
| Marratxinet                                   | 66               |
| Cal Capità                                    | 884              |
| Son Ametler                                   | 313              |
| Pla de na Tesa                                | 3.388            |
| Pla de na Tesa (disseminat)                   | 566              |
| La Cabana                                     | 4661             |
| Els Garrovers, Son Daviu Nou i les Llegitimes | 881              |
| Son Macià                                     | 2481             |
| Son Carbonell                                 | 925              |
| Les Cases Noves                               | 1979             |
| Cal Miot                                      | 954              |
| Son Ramonell                                  | 1465             |
| Pont d'Inca                                   | 3.204            |
| Pont d'Inca Nou                               | 2.194            |
| Pont d'Inca (disseminat)                      | 1.207            |
| Pòrtol                                        | 3.880            |
| Font: IBESTAT                                 |                  |

## Història

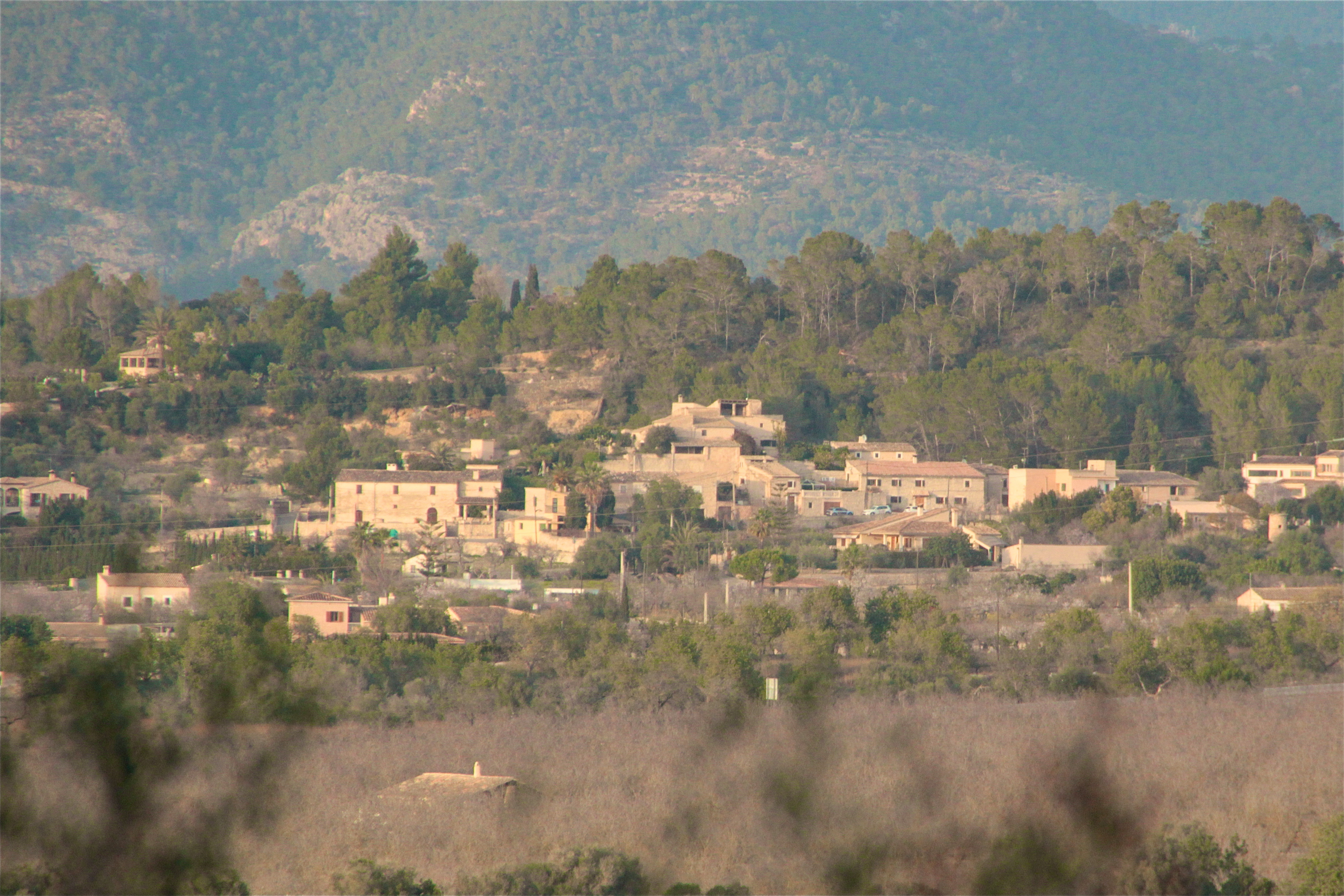
Vista de Marratxinet

En època islàmica, Marratxí fou una alqueria, que es correspon amb l'actual possessió de Son Sales, anomenada així per la família Sales, una de les cases de la noblesa mallorquina, que la tengué fins al segle xix. En el Repartiment de Mallorca (1230), el terme de Marratxí fou adjudicat a la partida del bisbe de Barcelona, i així romangué integrat dins la Baronia del Pariatge. A la butla del papa Innocenci IV (1248) ja apareix documentada la parròquia de Marratxí, sota la titularitat de Santa Maria. El 1348, però, consta que el titular de la parròquia ja era Sant Marçal. Llavors, Marratxí era un terme eminentment rural, sense cap nucli significatiu, i l'església parroquial i la casa de la vila es trobaven a l'actual nucli de Marratxinet.
Ja dins el segle xvi, es començà a construir una església nova, molt a prop de la possessió de Son Verí, en un indret fora de qualsevol nucli urbà. Entre 1583 i 1588, l'historiador Joan Binimelis en fou el rector. El segle xvii, s'estableix la possessió de Pòrtula, propietat dels Torrella de Santa Maria, que donaria lloc al poble de Pòrtol. El 1699 es començà a construir una nova església, de majors dimensions, situada en el mateix indret que l'anterior, ampliació que serviria per donar cabuda als vilatans de les poblacions de Pòrtol i la Cabaneta, que es desenvoluparien al llarg del segle xviii. Efectivament, el 1745 s'establí la garriga de Son Caulelles, que donaria naixement al poble de la Cabaneta. El 1789, Jeroni Berard indica que Marratxí també és conegut com a Sant Marçal, en referència al sant titular de la parròquia.
Dins el segle xix, es consolidaren els nuclis de Pòrtol i la Cabaneta i nasqueren els del Pla de na Tesa i el Pont d'Inca. El 1864 la casa consistorial es traslladà a la Cabaneta, i es començaren a construir esglésies pels nous nuclis: el 1858 es començà l'església del Pla de na Tesa, dedicada a Sant Llàtzer (de Betània o el leprós), beneïda el 1860 i convertida en parròquia el 1938; el 1875 es començà l'església de Pòrtol, dedicada a la Mare de Déu del Carme, beneïda el 1878 i convertida en parròquia el 1934; i el 1890 es començà l'actual església del Pont d'Inca, dedicada a Sant Alonso, beneïda el 1904 i convertida en parròquia el 1913.

## Política i administració

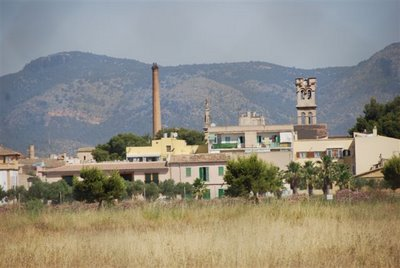
Vista del Pont d'Inca

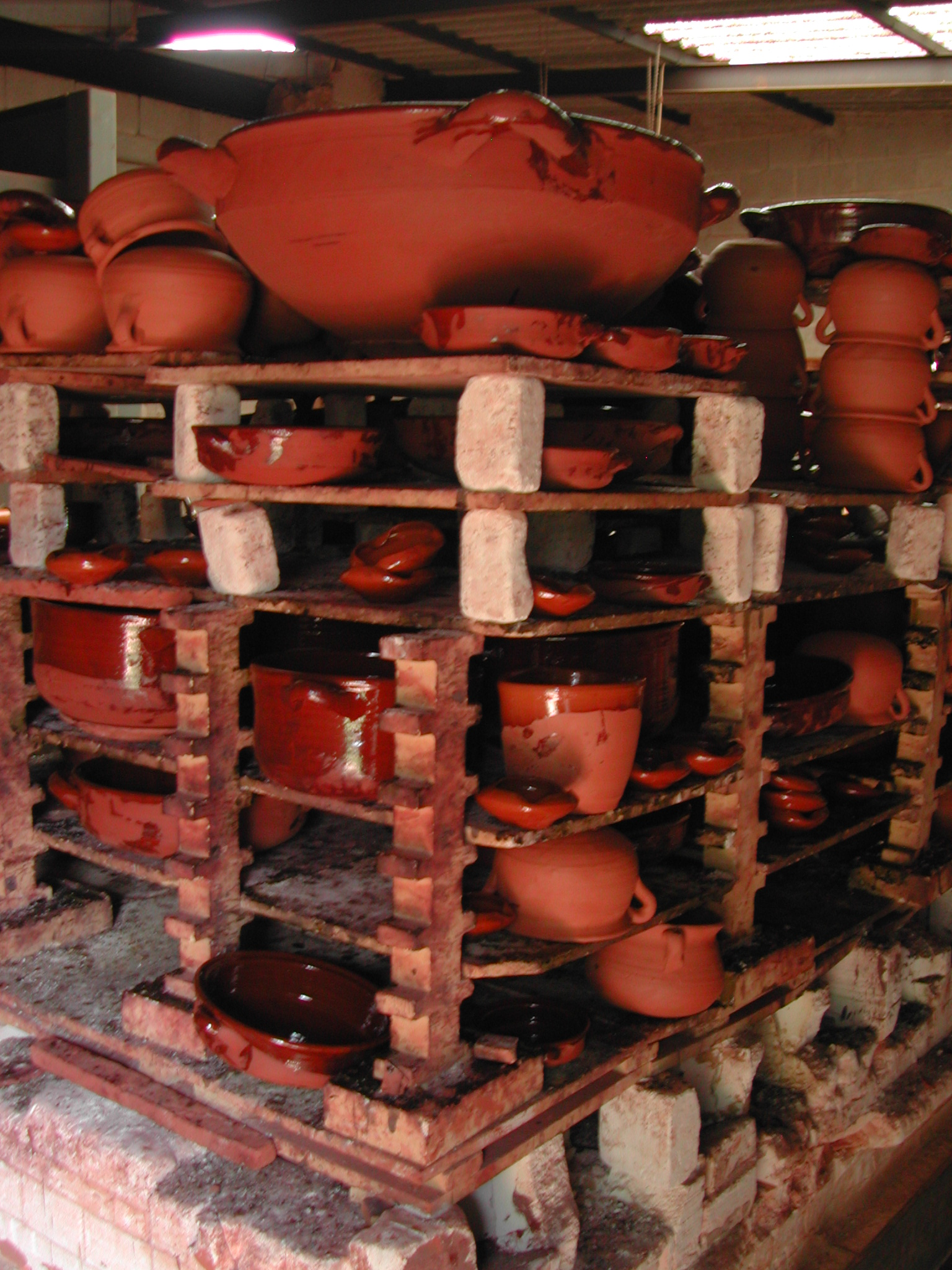
Fornada d'olles a Can Vent (Pòrtol). L'olleria és una de les activitats històriques i tradicionals del municipi

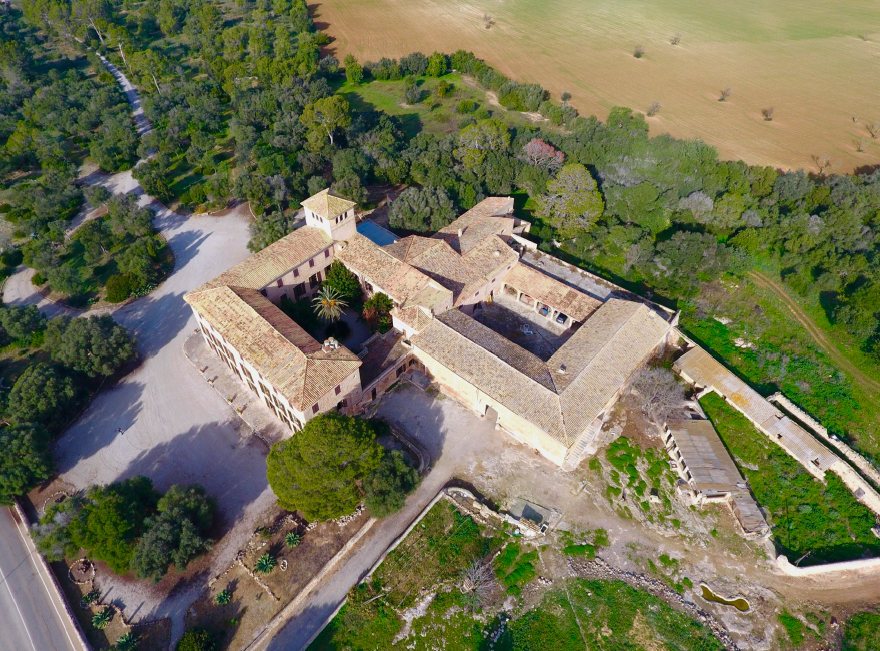
La possessió de Son Verí, una de les més importants del terme

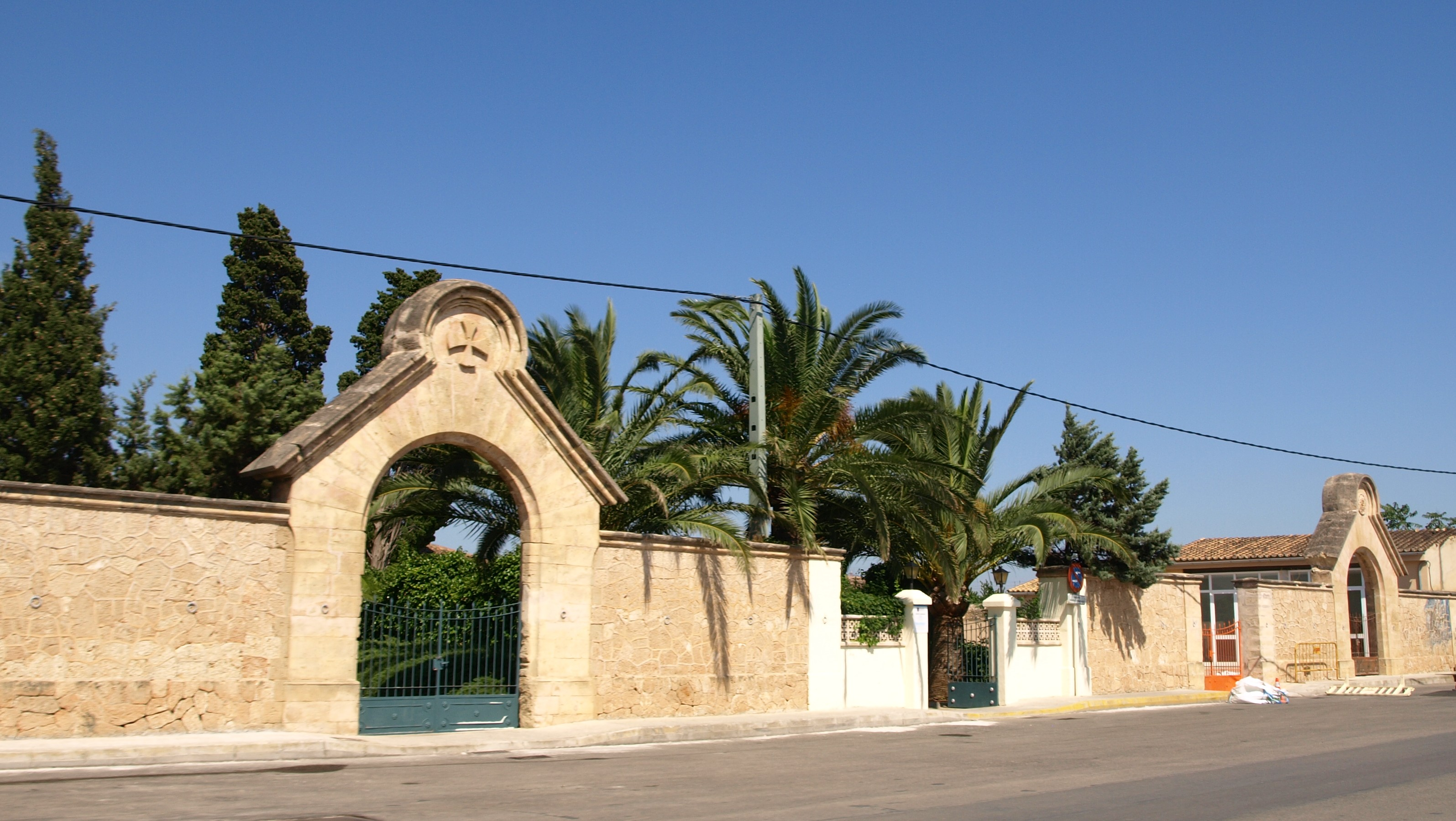
Cementeri de Son Blanc

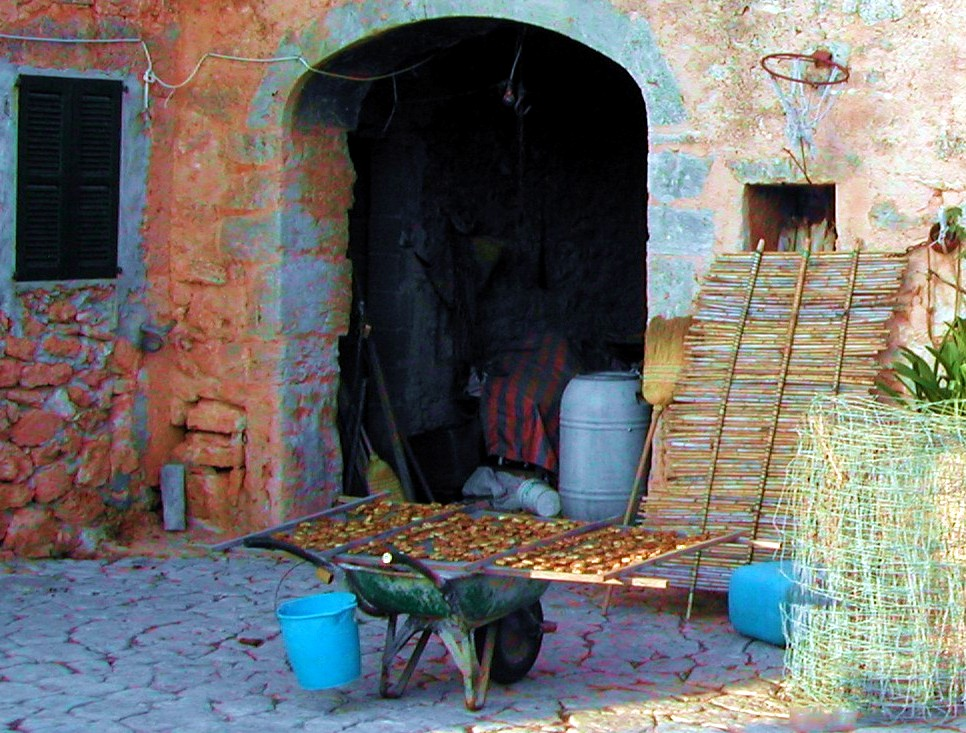
Sequer de figues a Pòrtol

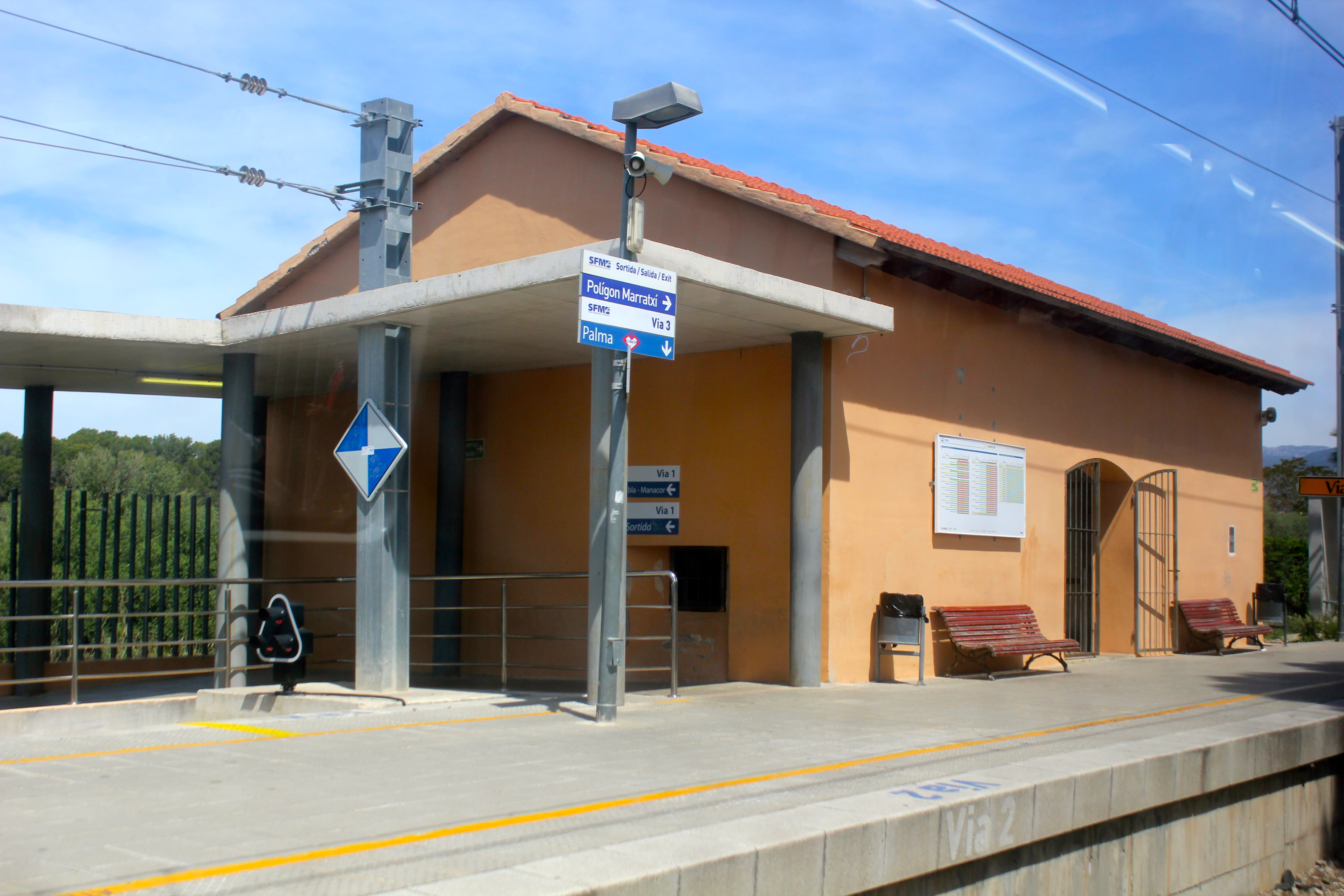
Estació del Polígon de Marratxí

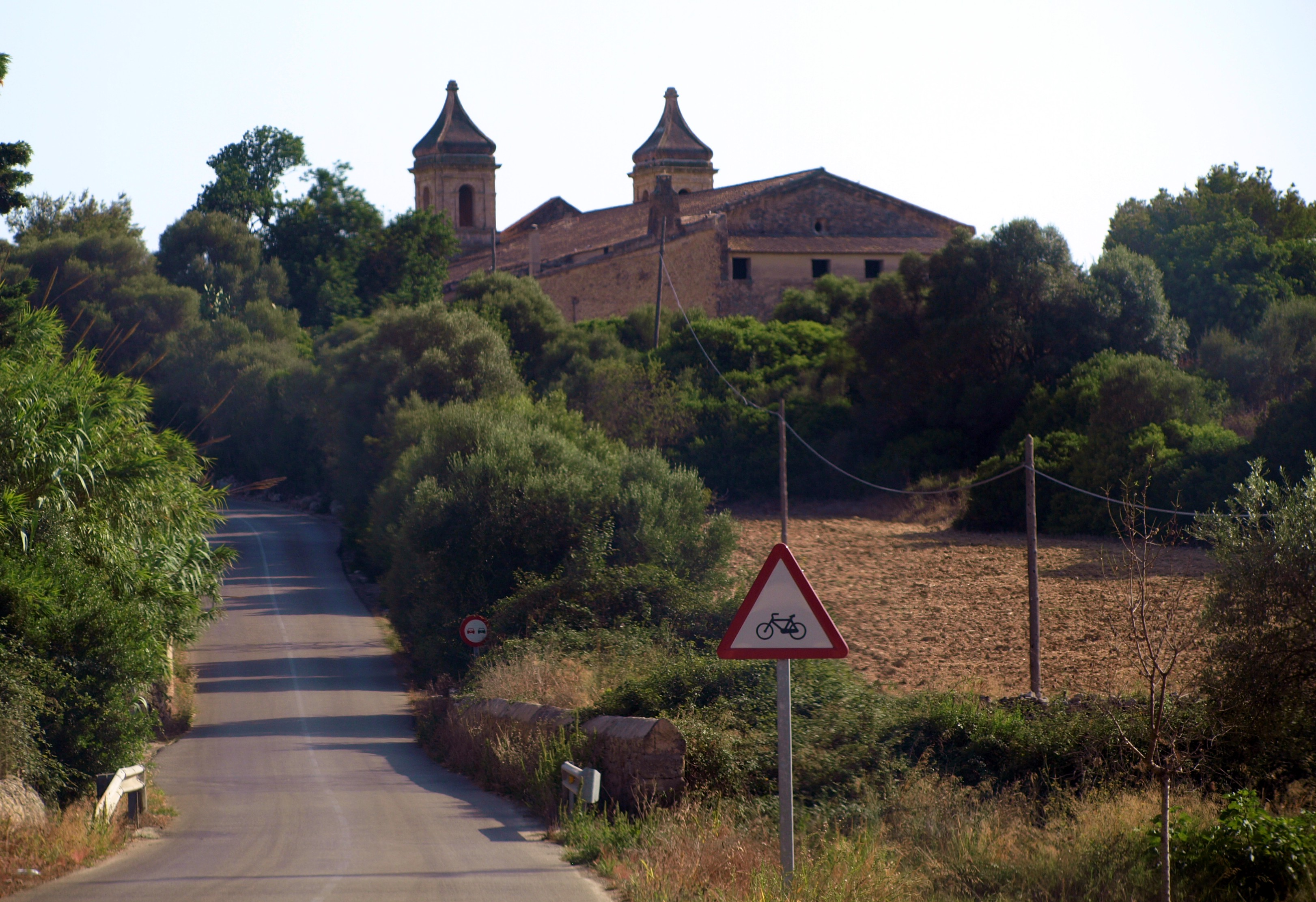
Vista de la parròquia de Sant Marçal

| Període     | AP/PP | PSOE | IDMA/El Pi | PSM/MES | PCE/IU/Som-G/UP | Ciutadans | VOX | Indep./UM      | UCD |
| ----------- | ----- | ---- | ---------- | ------- | --------------- | --------- | --- | -------------- | --- |
| 1979 - 1983 | 0     | 2    |            | 0       | 1               |           |     | 7              | 3   |
| 1983 - 1987 | 2     | 3    |            | 0       | 0               |           |     | 8              |     |
| 1987 - 1991 | 2     | 6    |            | 0       | 0               |           |     | 9              |     |
| 1991 - 1995 | 6     | 6    | 5          | 0       | 0               |           |     | Coalició PP-UM |     |
| 1995 - 1999 | 5     | 6    | 4          | 1       | 1               |           |     | 0              |     |
| 1999 - 2003 | 5     | 5    | 4          | 2       | 1               |           |     | 0              |     |
| 2003 - 2007 | 9     | 7    | 3          | 1       | 1               |           |     | 0              |     |
| 2007 - 2011 | 11    | 7    | 2          | 1       | 0               |           |     | 0              |     |
| 2011 - 2015 | 13    | 4    | 2          | 2       | 0               |           |     |                |     |
| 2015 - 2019 | 8     | 4    | 1          | 5       | 3               |           |     |                |     |
| 2019 - 2023 | 4     | 6    | 1          | 4       | 1               | 3         | 2   |                |     |
| 2023 - 2027 | 8     | 7    | 0          | 2       | 0               | 0         | 4   |                |     |

### Resultats recents
| Candidatura | Candidatura             | Cap de llista  | Vots   | Regidors | % vots |
| ----------- | ----------------------- | -------------- | ------ | -------- | ------ |
|             | Partit Popular          | Jaume Llompart | 6.480  | 8        | 34,01% |
|             | Partit dels Socialistes | Miquel Cabot   | 5.175  | 7        | 27,16% |
|             | VOX                     | Pedro Bestard  | 3.430  | 4        | 18%    |
|             | Més per Mallorca        | Aina Amengual  | 1.937  | 2        | 10,16% |
|             | Altres                  |                | 1745   | -        | 9,15%  |
|             | Vot en blanc            |                | 281    | -        | 1,46%  |
|             | Vot nul                 |                | 203    | -        | 1,05%  |
| Total       | Total                   | 19.251         | 19.251 | 21       |        |

| Candidatura | Candidatura             | Cap de llista           | Vots   | Regidors | % vots |
| ----------- | ----------------------- | ----------------------- | ------ | -------- | ------ |
|             | Partit dels Socialistes | Miquel Cabot            | 4.061  | 6        | 24,35% |
|             | Més per Mallorca        | Joan Francesc Canyelles | 3.083  | 4        | 18,49% |
|             | Partit Popular          | Magdalena García Gual   | 3.033  | 4        | 18,19% |
|             | Ciutadans               | José Maria Amengual     | 2.359  | 3        | 14,15% |
|             | VOX                     | Juan Pizarro            | 1.814  | 2        | 10,88% |
|             | Unides Podem            | Humberto López          | 1.233  | 1        | 7,39%  |
|             | IDMA - El Pi            | Caterina Neus Serra     | 966    | 1        | 5,79%  |
|             | Vot en blanc            |                         | 126    | -        | 0,76%  |
|             | Vot nul                 |                         | 139    | -        | 0,83%  |
| Total       | Total                   | 16.814                  | 16.814 | 21       |        |

| Candidatura | Candidatura             | Cap de llista           | Vots   | Regidors | % vots |
| ----------- | ----------------------- | ----------------------- | ------ | -------- | ------ |
|             | Partit Popular          | Tomeu Oliver            | 5.777  | 8        | 34,53% |
|             | Més per Mallorca        | Joan Francesc Canyelles | 3.473  | 5        | 20,76% |
|             | Partit dels Socialistes | Miquel Cabot            | 3.134  | 4        | 18,74% |
|             | Guanyem Marratxí        | Paula Roig              | 2.017  | 3        | 12,06% |
|             | IDMA - El Pi            | Caterina Neus Serra     | 1.334  | 1        | 7,97%  |
|             | Altres                  |                         | 583    | -        | 3,49%  |
|             | Vot en blanc            |                         | 409    | -        | 2,45%  |
|             | Vot nul                 |                         | 275    | -        | 1,62%  |
| Total       | Total                   | 17.003                  | 17.003 | 21       |        |

### Llista de batles
| Període     | Nom del batle           | Partit polític |
| ----------- | ----------------------- | -------------- |
| 1979 - 1991 | Guillem Vidal Bibiloni  | UM             |
| 1991 - 1993 | Miquel Bestard          | IDMA           |
| 1993 - 1997 | Martí Serra             | PSOE           |
| 1997 - 2001 | Miquel Bestard          | IDMA           |
| 2001 - 2002 | Miquel Coll             | PSOE           |
| 2002 - 2005 | Miquel Bestard          | IDMA           |
| 2005 - 2011 | José Ramón Bauzá        | PP             |
| 2011 - 2015 | Bartomeu Oliver         | PP             |
| 2015 - 2019 | Joan Francesc Canyelles | MÉS            |
| 2019 - 2023 | Miquel Cabot            | PSOE           |
| 2023 - 2027 | Jaume Llompart          | PP             |

## Fires i festes
Les festes més conegudes són la de Festa Sant Marçal i la Fira del Fang. També hi ha mercadets setmanals, com ara el del carrer de la Cabana (a la plaça) cada dimecres de matí.